# Livraria Cultura

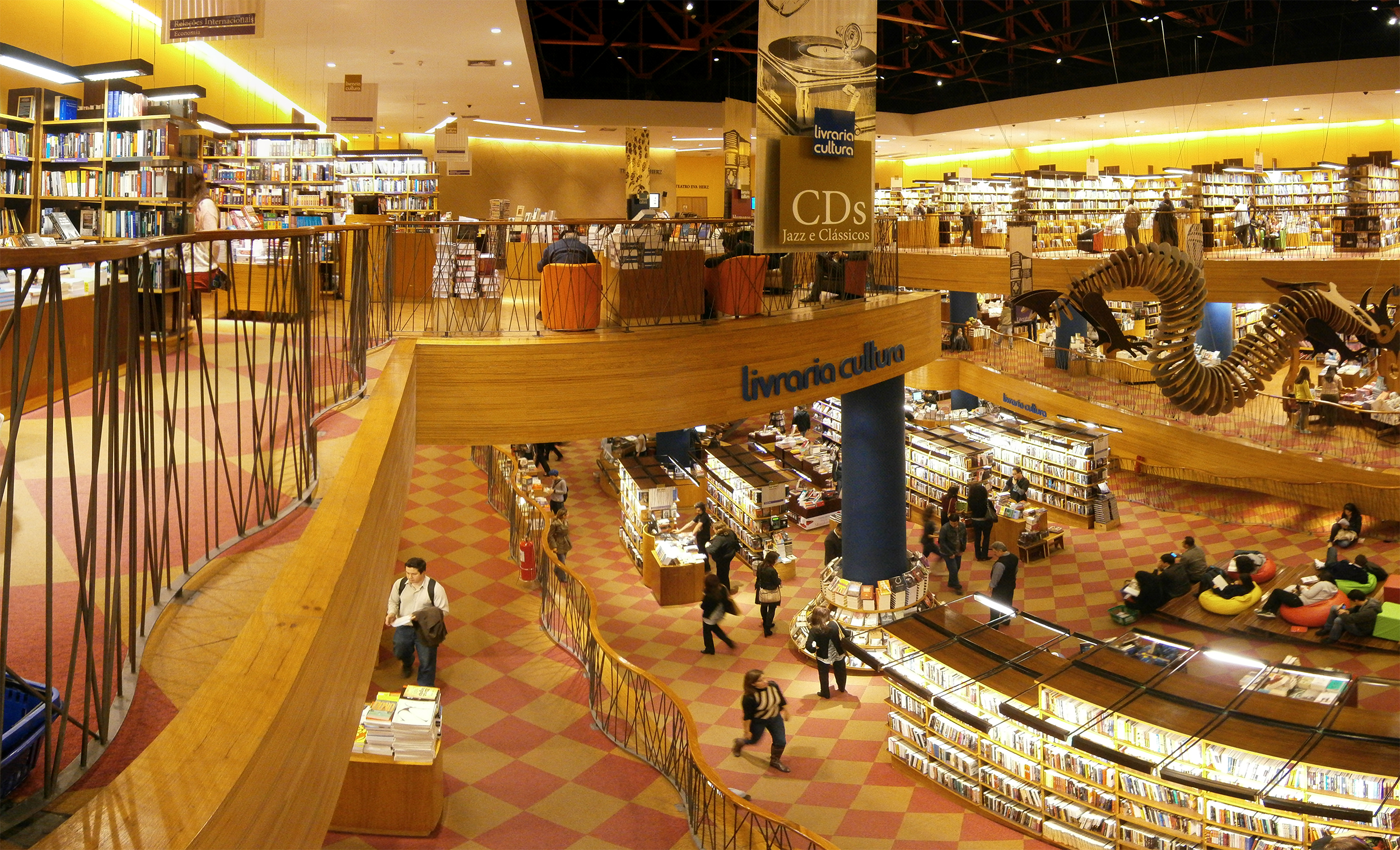
Livraria Cultura

Livraria Cultura est une librairie de São Paulo, au Brésil. Située rue Augusta près de l'angle qu'elle forme avec l'avenue Paulista, elle a été fondée en 1947. Elle constitue la plus grande librairie du pays.
Elle possède également une succursale à Porto Alegre.
Le 9 février 2023, Livraria Cultura a été déclarée en faillite par le 2e tribunal des faillites et de la réorganisation de São Paulo. Le 16 février, cependant, le juge J. B. Franco de Godoi, de la 1re Chambre réservée de droit des affaires de la Cour de justice de São Paulo, a accordé un effet suspensif au décret de faillite. Les opérations de la librairie n'ont pas été interrompues pendant la faillite.
Le 17 février, le propriétaire du terrain où se trouve l'unité principale de la librairie, a déposé une demande de réexamen de la décision qui a accordé un effet suspensif au décret de faillite. Le propriétaire prétend être le créancier d'une dette de plus de six millions de reais. La demande de réexamen est toujours en attente d'une décision. Le 13 mars, la demande de réexamen a été rejetée.
Il y a des nouvelles, cependant, que le magasin situé à Conjunto Nacional pourrait être sur le point d'être expulsé, même avec la suspension de la faillite. Au Brésil, la possibilité d'éviction des entreprises en voie de recouvrement judiciaire des biens indispensables au maintien de leurs activités est toujours en discussion. Les avocats du propriétaire disent qu'ils ont une décision de justice en faveur de l'expulsion, indépendamment de la faillite.
Le 17 mai, le juge Godoi a rétabli la faillite.
Cependant, le réseau de librairies a continué à fonctionner normalement jusqu'au 26 juin, date à laquelle l'unité de São Paulo a fermé.
Le 29 juin, cependant, le ministre Raul Araújo, de la Cour supérieure de justice, a accordé une injonction suspendant à nouveau la faillite de Livraria Cultura.
Ainsi, la succursale de Porto Alegre et la boutique virtuelle n'ont pas vu leurs activités interrompues, malgré la faillite.
Le magasin situé à Conjunto Nacional a vu sa réouverture annoncée dès que la faillite a été suspendue. L'intention était de rouvrir le 30 juin. Cependant, comme la plupart des livres arrivent à Livraria Cultura en consignation et que les éditeurs les avaient déjà retirés, la réouverture n'a été possible qu'à 14 heures le 6 juillet.

## Annexe